# Zaragoza (Guatemala)
Pour les articles homonymes, voir Zaragoza.
Zaragoza est une ville du Guatemala dans le département de Chimaltenango.

## Jumelage
- Saragosse (Espagne)